# Papirus Oxyrhynchus 24
Papirus Oxyrhynchus 24 oznaczany jako P.Oxy.I 24 – rękopis zawierający fragmenty dziesiątej księgi dialogu Państwo Platona, datowany na III wiek n.e., napisany w języku greckim. 
Został odkryty przez Bernarda Grenfella i Arthura Hunta w 1897 w Oksyrynchos. Przechowywany jest The Beinecke Rare Book and Manuscript Library Uniwersytetu Yale (31). Tekst został opublikowany przez Grenfella i Hunta w 1898.
Manuskrypt został napisany na papirusie, prawdopodobnie w formie zwoju. Rozmiary zachowanego fragmentu wynoszą 4,6 na 7,4 cm. Fragment zawiera 10 linijek tekstu. Tekst jest napisany średniej wielkości, pochyłą uncjałą. Rękopis przekazuje właściwe tylko sobie warianty pisowni ουτω dla ουτως oraz ενγεγονοτα dla εγγεγονοτα.